# Italiani all'inferno
Italiani all'inferno, è un film del 1960 diretto da Enrico Novaro.

## Trama
Immagini filmate dal vero, il film documentario racconta la storia cronologica della guerra combattuta dal soldato italiano su tutti i fronti dal 1940 al 1943.